# Festival du film d'Adélaïde
Pour les articles homonymes, voir AFF.
 (novembre 2017).
Si vous disposez d'ouvrages ou d'articles de référence ou si vous connaissez des sites web de qualité traitant du thème abordé ici, merci de compléter l'article en donnant les références utiles à sa vérifiabilité et en les liant à la section « Notes et références ».
Le Festival du film d'Adélaïde (en anglais : Adelaide Film Festival, également abrégé AFF) est un festival de cinéma basé à Adélaïde en Australie. Il a été créé en 2003 et a lieu tous les deux ans.

## Palmarès

### Don Dunstan Award
Le Don Dunstan Award est un prix remis en l'honneur de Don Dunstan.
- 2003 : David Gulpilil
- 2005 : Dennis O'Rourke
- 2007 : Rolf de Heer
- 2011 : Judy Davis
- 2013 : Scott Hicks
- 2015 : Andrew Bovell

## Production de films
En partenariat avec l'organisme gouvernemental South Australian Film Corporation (en), le festival se lance dans la production de films. Le premier est Monolith sorti en 2022,..